# Szlak Hołdunowski

Szlak Hołdunowski – niebieski znakowany szlak turystyczny w województwie śląskim.

## Informacje ogólne
Atrakcją turystyczną szlaku jest ośrodek Wesoła Fala przy zbiorniku na Przyrwie oraz kopalnia "Wesoła".

## Przebieg szlaku
- Katowice (Giszowiec – ośrodek Barbara-Janina)
- Mysłowice (Wesoła)
- Mysłowice (Ławki)
- Lędziny (Świniowy)
- Lędziny (Hołdunów)
- Imielin
- Mysłowice (Dziećkowice)
- Jaworzno (Jeleń)